# Srétensk
Srétensk (del ruso: Сретенск) es una ciudad del krai de Zabaikalie, Rusia, ubicada a la orilla izquierda del curso medio del río Shilka, 385 km al este de Chitá, la capital del krai. Su población en el año 2010 era de casi 6850 habitantes.

## Historia

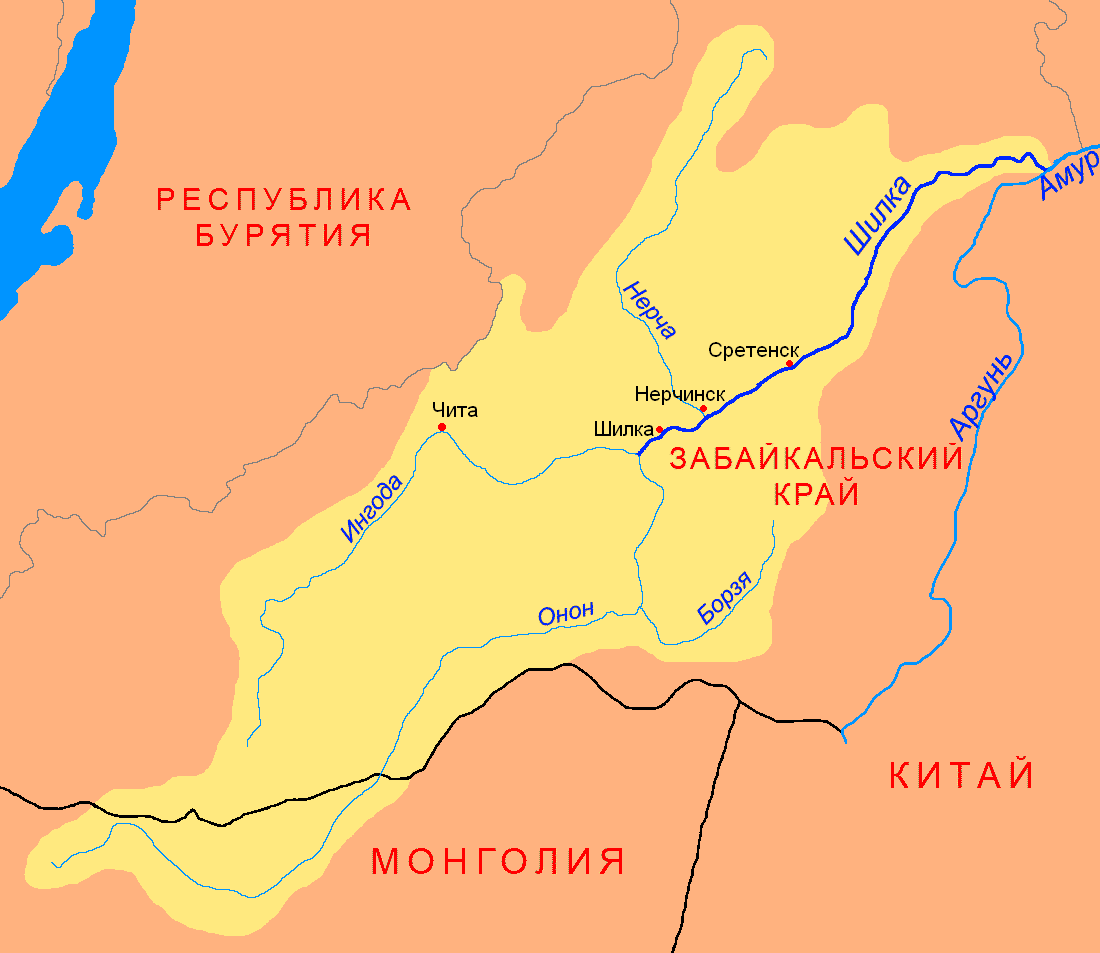
Mapa en ruso del río Shilka (Шилка) en el que aparece, a la orilla izq. de su curso medio, Srétensk (Сретенск)

Se fundó en 1689 y obtuvo el estatus o reconocimiento de ciudad en 1926.

## Geografía

### Clima
| Parámetros climáticos promedio de Srétensk     | Parámetros climáticos promedio de Srétensk | Parámetros climáticos promedio de Srétensk | Parámetros climáticos promedio de Srétensk | Parámetros climáticos promedio de Srétensk | Parámetros climáticos promedio de Srétensk | Parámetros climáticos promedio de Srétensk | Parámetros climáticos promedio de Srétensk | Parámetros climáticos promedio de Srétensk | Parámetros climáticos promedio de Srétensk | Parámetros climáticos promedio de Srétensk | Parámetros climáticos promedio de Srétensk | Parámetros climáticos promedio de Srétensk | Parámetros climáticos promedio de Srétensk |
| Mes                                            | Ene.                                       | Feb.                                       | Mar.                                       | Abr.                                       | May.                                       | Jun.                                       | Jul.                                       | Ago.                                       | Sep.                                       | Oct.                                       | Nov.                                       | Dic.                                       | Anual                                      |
| ---------------------------------------------- | ------------------------------------------ | ------------------------------------------ | ------------------------------------------ | ------------------------------------------ | ------------------------------------------ | ------------------------------------------ | ------------------------------------------ | ------------------------------------------ | ------------------------------------------ | ------------------------------------------ | ------------------------------------------ | ------------------------------------------ | ------------------------------------------ |
| Temp. máx. abs. (°C)                           | -2.7                                       | 2.2                                        | 18.4                                       | 31.7                                       | 34.3                                       | 41.3                                       | 38.5                                       | 36.7                                       | 31.7                                       | 26.7                                       | 11.7                                       | 1.9                                        | 41.3                                       |
| Temp. máx. media (°C)                          | -21.5                                      | -13.3                                      | -2.3                                       | 9.3                                        | 18.3                                       | 24.5                                       | 26.1                                       | 23.5                                       | 16.6                                       | 6.5                                        | -8.3                                       | -19.8                                      | 5.0                                        |
| Temp. media (°C)                               | -27.6                                      | -21.3                                      | -10.6                                      | 2.0                                        | 10.3                                       | 16.9                                       | 19.6                                       | 17.2                                       | 9.7                                        | -0.2                                       | -14.5                                      | -25.3                                      | -2.0                                       |
| Temp. mín. media (°C)                          | -33.7                                      | -29.2                                      | -18.8                                      | -5.3                                       | 2.2                                        | 9.3                                        | 13.0                                       | 10.9                                       | 2.7                                        | -6.9                                       | -20.7                                      | -30.9                                      | -8.9                                       |
| Temp. mín. abs. (°C)                           | -48.5                                      | -48.6                                      | -36.6                                      | -23.9                                      | -9.7                                       | -3.0                                       | 3.2                                        | -2.6                                       | -12.5                                      | -24.2                                      | -39.8                                      | -46.7                                      | -48.6                                      |
| Precipitación total (mm)                       | 3.9                                        | 3.2                                        | 4.2                                        | 11.9                                       | 33.9                                       | 63.9                                       | 96.0                                       | 86.5                                       | 44.0                                       | 12.8                                       | 9.0                                        | 9.6                                        | 378.9                                      |
| Fuente: meteolabs.ru: Сретенск погода и климат |                                            |                                            |                                            |                                            |                                            |                                            |                                            |                                            |                                            |                                            |                                            |                                            |                                            |